# Reinhard Schramm

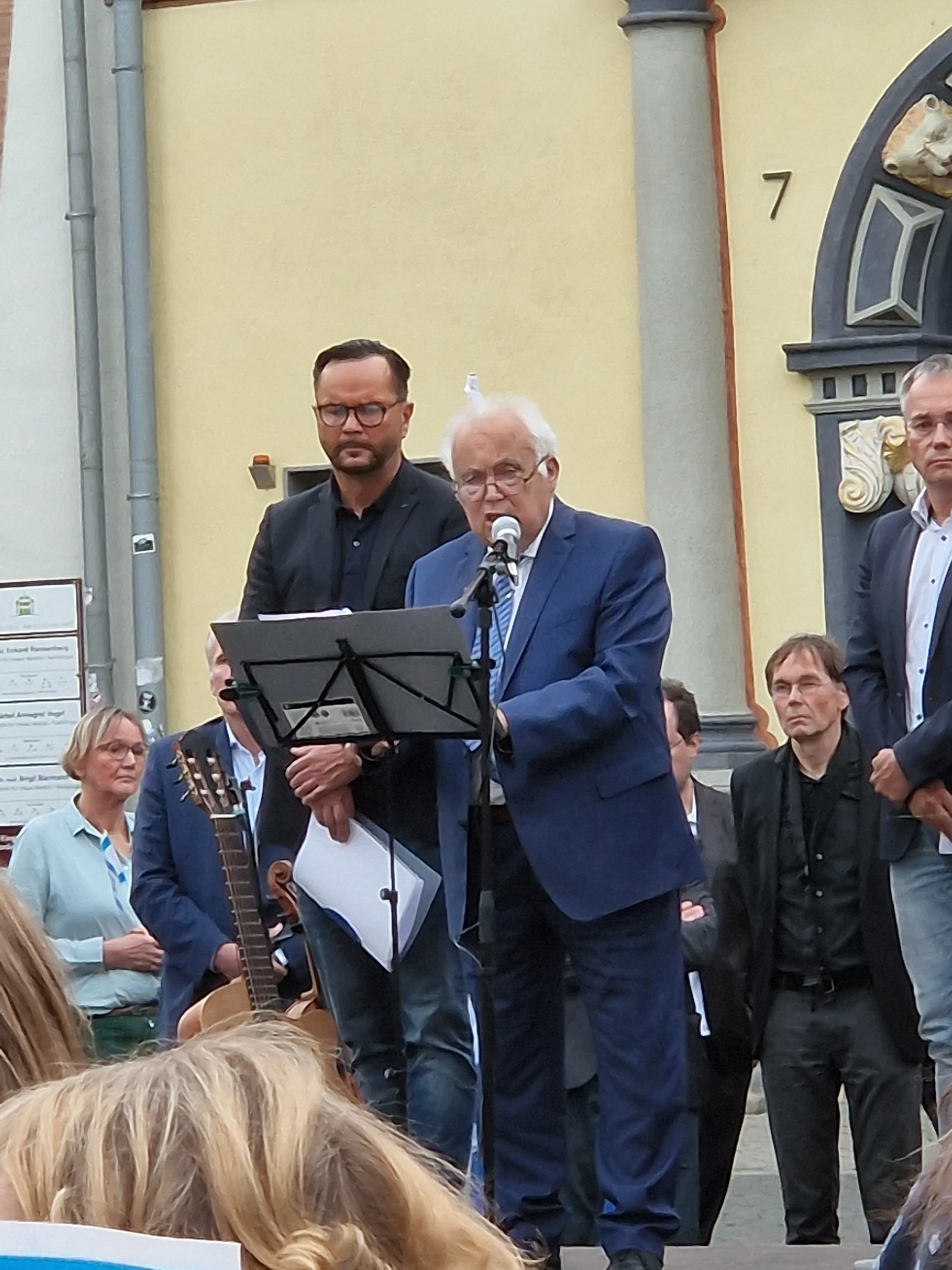
Reinhard Schramm (2023)

Reinhard Schramm (* 22. Mai 1944 in Weißenfels) ist seit 2012 Vorsitzender der Jüdischen Landesgemeinde Thüringen.

## Leben
Schramm wuchs in einer christlich-jüdischen Familie auf, die durch das liberale Judentum geprägt war. Seine Mutter Rosel Schramm blieb als Einzige in ihrer Familie von KZ-Haft verschont. Ihr Mann Friedrich, wegen seiner Ehe mit einer Jüdin selbst mit Berufsverbot als Lehrer belegt, erreichte immer wieder ihre Freilassung aus der Haft der Gestapo. Als Reinhard Schramm vier Jahre alt war, verlor er seinen Vater. Angeregt durch den Eichmann-Prozess begann er, sich als Schüler mit der Verfolgung der Juden in Weißenfels zu beschäftigen, doch die Kontakte mit Holocaustüberlebenden in Israel wurden von Behörden untersagt. Ein 1988 fertiggestelltes Buchmanuskript konnte nicht veröffentlicht werden und erschien erst 1990. Nach dem Abitur studierte Schramm Elektrotechnik in der Volksrepublik Polen. Mit seiner polnischen Frau kehrte Schramm in die DDR zurück. Das Paar hat drei Kinder. Schramm lehrte von 1987 bis zu seiner Emeritierung 2010 an der Technischen Hochschule Ilmenau. Seit 1988 ist Reinhard Schramm in der Jüdischen Landesgemeinde Thüringen aktiv und seit 2012 ihr Vorsitzender. Schramm ist SPD-Mitglied.

## Veröffentlichungen
- »Ich will leben …« Die Juden von Weißenfels. Böhlau, Köln u. a. 2001. ISBN 978-3-412-12700-8.